# Бёрве, Хальдор
Хальдор Ларсен Бёрве (норв. Haldor Larsen Børve; 19 августа 1857 — 11 августа 1933) — норвежский архитектор и реставратор, работавший преимущественно в стилях северный модерн и драгестиль. Работы в основном расположены в провинции Телемарк, наиболее известные его творения Отель Дален и ратуша Порсгрунна.

## Биография
Хальдор Ларсен Бёрве родился в семье простого фермера Ларса Йёргенсена Бёрве и его супруги Анны, урождённой Эйднес. В 1877—1880 годах Хальдор Бёрве обучался в Техническом училище в Тронхейме. После его окончания он работал подмастерьем у архитектора Кристиана Кристи, где в 1883—1886 годах занимался реставрацией средневековой каменной церкви в Улленсванге. В 1887—1889 годах он прошёл обучение в ганноверском Политехническом институте. Он был одним из последних норвежских архитекторов, кто обучался в этом заведении, оказавшем значительное влияние на норвежскую архитектуру второй половины XIX века. По возвращении из Германии в 1889 году он основал свою собственную мастерскую в Порсгрунне.
Первая работа Хальдора Бёрве в качестве самостоятельного архитектора — окружная школа в Боргестаде, одном из предместий Шиена, построена в 1889 году. Здание было даровано местной школе судоходным магнатом и будущим премьер-министром Гуннаром Кнудсеном, который взял на себя затраты по возведению. Позже здание было снесено, оно было трехэтажным каменным зданием в неоготическом стиле.
В 1894 году по проекту Хальдора Ларсена Бёрве было завершено строительство роскошного отеля Дален. Здание является одним из образцов драгестиля, проявлением норвежского романтического национализма в деревянной архитектуре. Это одно из самых больших деревянных строений в Норвегии, его площадь составляет 4500 м², оно насчитывает 38 жилых номеров. Идея строительства отеля пришла с расширением канала Телемарк в 1892 году, и увеличением туристического пассажиропотока, а также с расцветом горнолыжных курортов в Хольменколлене. Отель Дален пришёлся по вкусу европейской аристократии конца XIX начала XX веков, его постояльцами были — король Швеции и Норвегии Оскар II, прусский кайзер Вильгельм II, король Бельгии Леопольд II, король и королева Норвегии Хокон VII и Мод Великобританская. В середине XX столетия Отель Дален переживал времена застоя, но с начала 1980-х годов его дела стали значительно улучшаться.
В том же 1894 году была построена «Вилла Нова» в городе Саннефьорд. Драгестиль стал популярен у высшего сословия в строительстве загородных домовладений — усадеб или вилл. «Вилла Нова» — резиденция норвежского судовладельца, организатора полярных экспедиций, Юхана Брюде, в честь него назван полосатик Брайда. Брюде умер в 1925 году, наследники продали виллу, последующие несколько десятилетий там был расположен частный родильный дом. Здание было снесено в 1961 году.
Хальдор Бёрве был не только реставратором средневековых церквей, но и автором многих новых, построенных в регионе. Одна из них — Церковь Божией Матери в Порсгрунне. Церковь выполнена в драгестиле и имеет непосредственное сходство со средневековыми ставкирками, архитектура которых, в свою очередь, стала одной из предтечей возникновения самого «стиля дракона» в конце XIX века. Церковь необычна не только своей архитектурой, но и историей. Здание было построено в 1899 году на участке земли купленным пастором из Нидерландов для Норвежской Католической Церкви. В те годы представители католической веры были весьма малочисленны на территории страны. Фарфоровый завод, располагавшийся в Порсгрунне, привлёк на работу выходцев из Богемии, Австрии и Германии, всего более 70 мастеров а также их семьи, преимущественно это были католики. В результате чего, в городе возникла католическая община, выделявшаяся на фоне других регионов. К Бёрве обратился апостольский викарий Йоханнес Олав Фаллизе, сам он будучи выходцем из Люксембурга, настоял что бы церковь имела традиционные национальные черты характерные для Норвегии.
В 1899—1900 годах по проекту Хальдора Бёрве была построена Церковь в Скотфоссе, она расположена на берегу озера Ношо и выполнена в переплетении стилей модерн и необарокко. Строительство церкви началось с подачи руководства расположенной в городе бумажной фабрики. Владельцы фабрики сделали пожертвование на строительство, но большую часть средств внесли оптовые клиенты фабрики. В строительных и отделочных работах принимали активное участие работники фабрики.
Ратуша Поргсрунна ещё одно хорошо известное творение Хальдора Бёрве. Оно было построено на том же месте, где стояла старая ратуша, сгоревшая в 1901 году. Работы велись в 1904—1905 годах, торжественное открытие состоялось 20 июня 1905 года. Ратуша возведена в стиле неоренессанс, но со значительными элементами модерна.
Хальдор Бёрве внёс существенный вклад в архитектуру провинции Телемарк, по его проектам были построены церкви, частные дома, а также множество муниципальных зданий, среди которых школы, банки, публичная библиотека в Квитесейде, здание таможни в Порсгрунне и другие. Бёрве активно занимался архитектурно-строительной деятельностью до середины 1920-х годов. Затем он сосредоточился на преподавательской деятельности в Порсгрунне. После его смерти в 1933 году его архитектурную мастерскую унаследовала дочь Альфида Бёрве, которая была дипломированным архитектором. Спустя год к ней присоединился архитектор Йоханнес Борксениус, который стал совладельцем, после чего мастерская сменила название на Børve & Borchsenius. Борксениус руководил фирмой на протяжении почти 70 лет, вплоть до своей смерти в 2003 году. За этот период фирма реализовала множество проектов в форме функционализма, но менее известные, чем работы Бёрве. Фирма существует в наши дни и формально является одной из старейших архитектурных мастерских в Норвегии.

## Галерея
- Церковь Божией Матери в Порсгрунне, фото 2005 год
- Городская управа Порсгрунна, фото 2007 год
- Здание бывшей таможни, Порсгрун,фото 2015 год
- Часовня на кладбище в Станге, фото 2013 год
- Церковь в Квитесейде, фото 2015 год